# Ion (игра)
Ion — массовая многопользовательская онлайн-игра компьютерная игра с открытым миром, разрабатываемая совместно новозеландской студией RocketWerkz и британской компанией Improbable под руководством геймдизайнера Дина Холла, создателя DayZ. Ion была анонсирована на выставке Electronic Entertainment Expo 2015 в июне 2015 года. По состоянию на 2017 год разработка игры прекращена.
Игра описывалась как MMO с «эмерджентным повествованием»: Холл заявлял, что хочет создать вселенную, «которой управляли бы не скрипты и триггеры, а законы физики, биологии и химии». Согласно трейлеру игры, человечество совершает свои первые шаги по колонизации вселенной. Игроки должны строить огромные космические станции, в которых их персонажи будут жить и рано или поздно погибнут. В Ion должна была быть создана обширная вселенная со множеством связанных станций. На станциях необходимо оборудовать сложные системы жизнеобеспечения, такие, как сети электроснабжения, поддержания давления воздуха и обогрева.
В выступлении на PC Gaming Show в рамках выставки Холл отмежевался от возможных ассоциаций с другими играми о космосе, такими, как Eve Online и Star Citizen. Он сообщил, что в плане положения камеры Ion будет напоминать серию Diablo, и что в игре будет присутствовать симуляция отдельных органов человеческого тела. Холл проявлял интерес к многопользовательской инди-игре Space Station 13, посвященной работе и жизни космической станции, и называл её среди источников вдохновения для Ion.
В марте 2017 года сайт Eurogamer обратился к студии Improbable и Холлу за комментариями о разработке игры и получил ответ, что ни Improbable, ни RocketWerkz, ни сам Холл не занимаются её разработкой: студия Improbable сосредоточила все свои силы на разработке платформы SpatialOS, в то время как RocketWerkz, по словам Холла, не смогла бы создать игру такого масштаба в одиночку.